# Francisco Dornelles
Francisco Oswaldo Neves Dornelles (Belo Horizonte, 7 gennaio 1935 – Rio de Janeiro, 23 agosto 2023) è stato un politico ed economista brasiliano.

## Biografia
Francisco Dornelles nacque a Belo Horizonte, capitale del Minas Gerais, il 7 gennaio 1935. Da lato paterno era cugino di secondo grado del presidente del Brasile Getúlio Vargas e nipote del politico Ernesto Dornelles. Da lato materno, invece, era nipote del primo ministro e presidente eletto Tancredo Neves e cugino di secondo grado del politico Aécio Neves.
Francisco Dornelles studiò giurisprudenza all'Università federale di Rio de Janeiro. Successivamente si specializzò in finanze pubbliche alla Harvard Law School.

### Carriera politica
Entrò in politica nel 1959, iscrivendosi al Partito Laburista. Nello stesso anno divenne segretario delle finanze dello stato del Minas Gerais. Dopo alcuni anni passati all'interno della Receita Federal (organo statale che dipende dal ministero delle finanze), nel 1985 venne nominato ministro delle finanze dal presidente José Sarney. Rimase in carica per pochi mesi, venendo sostituito da Dilson Funaro.
Nel frattempo entrato nel Partito del Fronte Liberale, nel 1986 venne eletto deputato in rappresentanza dello stato di Rio de Janeiro. Nel 1995 cambiò partito, aderendo al Partito Progressista Brasiliano.
Nel 1996 venne scelto dal presidente Fernando Henrique Cardoso per ricoprire prima il ruolo di ministro dello sviluppo, dell'industria e del commercio e poi quello di ministro del lavoro. Nel primo dicastero rimase dal 1996 al 1998, mentre nel secondo dal 1999 al 2002.
Alle elezioni del 2006 fu eletto senatore sempre per Rio de Janeiro, uscendo quindi dalla Camera dei deputati. Cominciò tale incarico il 1º febbraio 2007.
Al Senato rimase fino al dicembre 2014. Alle elezioni statali di Rio de Janeiro dello stesso anno venne eletto vicegovernatore. Entrò in carica il 1º gennaio 2015.
Nel marzo 2016, nel pieno del suo mandato, assunse la carica di governatore ad interim dello stato a causa dei problemi di salute del governatore Luiz Fernando Pezão. Restò in tale posizione per sette mesi.
Nel luglio dell'anno successivo occupò l'incarico per una seconda volta per lo stesso motivo, questa volta però la sostituzione durò una settimana. Fu nuovamente governatore dal 28 novembre 2018, quando il governatore venne arrestato nell'ambito dell'Operazione Autolavaggio. Rimase in carica fino alla fine del mandato.

### Morte
Venne ricoverato nel maggio 2022 in un ospedale situato a Botafogo, quartiere a sud di Rio de Janeiro; qui morì il 23 agosto dell'anno successivo, all'età di 88 anni.